# Joel Sánchez Ramos
Joel Sánchez Ramos (Guadalajara, Jalisco, México, 17 de agosto de 1974) es un exjugador de fútbol mexicano, apodado El Tiburón. Su posición fue defensa. Jugó en el mundial de fútbol sub-17 en 1991 y la copa mundial en 1998.

## Selección nacional

### Participaciones en Copas del Mundo
| Copa Mundial de Fútbol Sub-20 de 1993 | Australia | Cuartos de final |
| ------------------------------------- | --------- | ---------------- |
| Copa Mundial de Fútbol Sub-17 de 1991 | Italia    | Cuartos de final |
| Copa Mundial de Fútbol de 1998        | Francia   | Octavos de final |

### Participaciones en Copa FIFA Confederaciones
| Copa                           | Sede   | Resultado |
| ------------------------------ | ------ | --------- |
| Copa FIFA Confederaciones 1999 | México | Campeón   |

### Participaciones en Copa América
| Copa              | Sede     | Resultado    |
| ----------------- | -------- | ------------ |
| Copa América 1997 | Bolivia  | Tercer lugar |
| Copa América 1999 | Paraguay | Tercer lugar |

### Eliminatorias Mundialistas
| Copa                                                             | Sede    | Resultado   |
| ---------------------------------------------------------------- | ------- | ----------- |
| Clasificación de Concacaf para la Copa Mundial de Fútbol de 1998 | Francia | Clasificado |

| Club               | País   | Año       | Partidos | Goles |
| Selección Mexicana | México | 1996-2001 | 32       | 3     |

## Clubes

### Como jugador
| Club         | País   | Año         |
| ------------ | ------ | ----------- |
| Chivas       | México | 1991 - 1999 |
| América      | México | 1999 - 2000 |
| Chivas       | México | 2001 - 2003 |
| Veracruz     | México | 2004        |
| Dorados      | México | 2004 - 2005 |
| Veracruz     | México | 2005 - 2006 |
| Querétaro FC | México | 2007        |
| Tecos        | México | 2007 - 2010 |

### Como entrenador
| Club                                           | País   | Año         |
| ---------------------------------------------- | ------ | ----------- |
| Puebla FC (Como Auxiliar)                      | México | 2011 - 2012 |
| Dorados de Sinaloa (Como Auxiliar)             | México | 2013 - 2014 |
| Coras de Tepic                                 | México | 2014        |
| Zacatepec Siglo XXI                            | México | 2015        |
| Mineros de Zacatecas                           | México | 2015 - 2016 |
| Leones Negros de la Universidad de Guadalajara | México | 2016 - 2018 |
| Venados Fútbol Club                            | México | 2018        |
| Los Cabos Fútbol Club                          | México | 2020        |

## Palmarés

### Campeonatos nacionales
| Título           | Club        | País   | Año  |
| ---------------- | ----------- | ------ | ---- |
| Primera División | Guadalajara | México | 1997 |

### Copas internacionales
| Título               | Club *             | País   | Año  |
| -------------------- | ------------------ | ------ | ---- |
| Copa Confederaciones | Selección mexicana | México | 1999 |

(*) Incluyendo la selección
- Datos: Q1152709